# メラーノ列車脱線事故
メラーノ列車脱線事故（英: Merano derailment）は、2010年4月12日にイタリアの北部の都市メラーノに近いラーチェス-カステルベッロ＝チャルデス間で発生した鉄道事故である。地すべりに突っ込み9人が死亡、28人が負傷した。

## 事故の概要
現地時間 9:03（7:03 UTC）、STA Südtirolerが運行するスタドラーGTW（2両編成）がカステルベッロ＝チャルデスで地すべりに突っ込み脱線した。9人が脱線時に死亡し、28人が負傷した（うち重症7人）。
地すべり（報告によると脱線の原因）は破裂した灌漑パイプまたはうっかり開いたままになっていたバルブによって発生したと考えられている。列車は地域サービス (regional service) としてマッレス・ヴェノスタ-メラーノ間を2005年に再開したヴェノスタ線を通って運行していた。
イタリアのANSA通信社 (ANSA news agency) は列車の客車3両のうち1両が地すべりからの泥で埋め尽くされており、救助隊は犠牲者へ到達しようと必死にショベルとつるはしで掘っていたと言っている。スカイ・イタリア (Sky Italia television) のリポーターは残骸から煙が立ち上っておりヘリコプターが頭上を飛んでいたと言った。
この鉄道は地すべりが発生した場合に列車を停車させるための高度なセンサーを搭載しているが、列車が通過しているときに泥が落ちたため作動しなかった。
調査は灌漑パイプが破裂した理由について進行中である。地元の水道コンソーシアムはパイプは小さく（直径65mm）およそ8:00 (CEST) まで完璧に働いていたため、地すべりはパイプに起因したという可能性を否定している。